# ديفيد دبليو. لينغ
ديفيد دبليو. لينغ (بالإنجليزية: David W. Ling)‏ هو محامي وقاضي أمريكي، ولد في 22 يناير 1890، وتوفي في 17 مايو 1965.